# Toepolev ANT-20

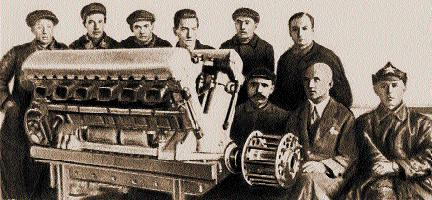
Mikoelin AM-34 V-motor

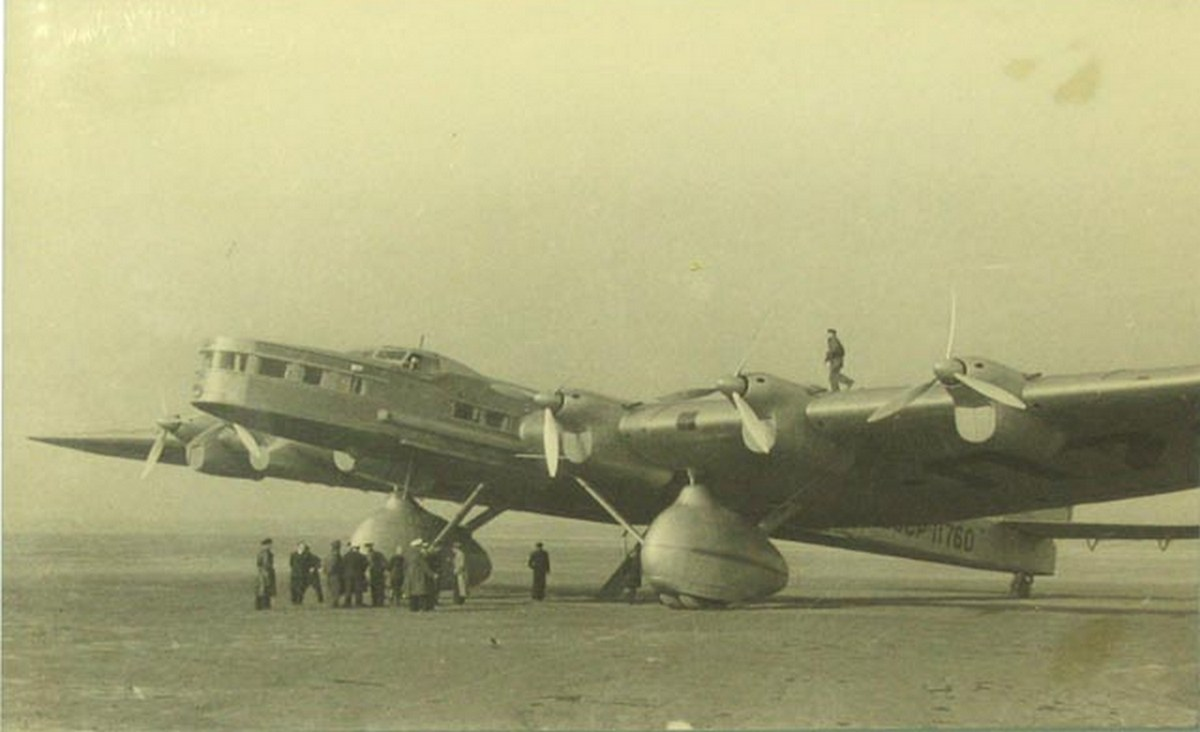
ANT-20bis van Aeroflot.

De Toepolev ANT-20 "Maksim Gorki" (Russisch:Туполев АНТ-20 "Максим Горький") was een zeer groot vliegtuig uit de Sovjet-Unie. Het was bij zijn introductie in 1934 's werelds grootste en zwaarste landvliegtuig.

## Geschiedenis
Andrej Toepolev ontwierp de ANT-20 die tussen 4 juli 1933 en 3 april 1934 werd gebouwd. Het vliegtuig werd als eerbetoon vernoemd naar de auteur Maksim Gorki. De eerste vlucht werd gemaakt op 17 juni 1934.
Het Russische leger gaf de voorkeur aan vliegtuigen met een grotere bommenlast en een groter bereik. De ANT-20 werd groter en zwaarder dan enig bestaand vliegtuig en kreeg aanvankelijk acht motoren, zes aan de vleugels en twee bovenop de romp. De motoren waren van het type Mikoelin AM-34, dit was een 12 cilinder V-motor met een vermogen was 671 kW (900 pk).
Het voor zijn tijd zeer grote toestel werd gebruikt voor propagandadoeleinden en het werd uitgerust met een krachtige radiozender met de naam „Stem van de hemel“ („Голосснеба“), een donkere kamer voor het ontwikkelen van foto's, een filmprojector en een bibliotheek. Dit bleek allemaal te zwaar en Andrej Toepolev besteedde veel tijd om het toestel lichter te maken.

### Vliegramp
Op 18 mei 1935 maakte de Maksim Gorki samen met drie andere toestellen, een Toepolev ANT-14, een Polikarpov R-5 en een Polikarpov I-5, een demonstratievlucht boven Moskou. Na een slecht uitgevoerde looping vloog de I-5 tegen de Maksim Gorki aan, waarna beide toestellen in een woonwijk neerstortten. Hierbij kwamen 45 mensen om het leven, waaronder de elf bemanningsleden. De piloot van de I-5, die de ramp ook niet overleefde, kreeg de schuld van het ongeluk. Zijn naam werd verbonden aan het eponiem 'blaginisme' dat ruwweg „verwaande veronachtzaming van gezag“ betekent. Nochtans kreeg Blagin samen met de andere slachtoffers een staatsbegrafenis. De componist Nikolaj Mjaskovski schreef zijn Symfonie nr. 16 in F-majeur naar aanleiding van deze vliegramp.
De dag voor de crash kreeg Antoine de Saint-Exupéry, de bekende Franse schrijver en piloot die in opdracht van Paris-Soir de Sovjet-Unie bezocht, de unieke kans het toestel te bekijken.

## ANT-20bis
Een jaar na het ongeval werd begonnen met de bouw van een tweede toestel, de ANT-20bis. Dit toestel vloog voor het eerst in 1938 en kreeg de aanduiding PS-124. Het toestel had krachtiger motoren dan zijn voorganger en de twee motoren op de romp waren niet meer nodig. De ANT-20bis crashte op 14 december 1942 waarbij alle 36 inzittenden omkwamen.
Bommenwerpers: TB-1 · TB-3 · Tu-2 · Tu-4 · Tu-14 · Tu-16 · Tu-20 · Tu-22 · Tu-22M · Tu-26 · Tu-95 · Tu-126 · Tu-160

Gevechtsvliegtuigen: R-6 · Tu-28 · Tu-128  —  Verkenningsvliegtuigen: Tu-95 · Tu-142

Verkeersvliegtuigen: Tu-104 · Tu-114 · Tu-124 · Tu-134 · Tu-144 · Tu-154 · Tu-204 · Tu-214 · Tu-244 · Tu-334 · Tu-444

Overig/Experimenteel: ANT-1 · ANT-2 · ANT-4 · ANT-7 · ANT-16 · ANT-20 · ANT-58 · ANT-103 · Tu-70 · Tu-72 · Tu-75 · Tu-80 · Tu-85 · Tu-91 · Tu-96 · Tu-98 · Tu-102 · Tu-105 · Tu-107 · Tu-110 · Tu-116 · Tu-119 · Tu-125 · Tu-155 · Tu-156 · Tu-206 · Tu-216